# Sin título (escultura de José Luis Fernández)
La escultura urbana conocida por el nombre Sin título, que está ubicada en la parte ovetense del Puente de Gallegos (conocido puente por el transcurre el Camino de Santiago),  sito en el concejo de Las Regueras que se emplaza en la margen derecha del río Nora, al final de la conocida como “Senda Verde del Naranco”,  en el límite con Oviedo, Principado de Asturias, España, es una de las más de un centenar que adornan las calles de la mencionada ciudad española.
El paisaje urbano de esta ciudad,  se ve adornado por  obras escultóricas, generalmente monumentos conmemorativos dedicados a personajes de especial relevancia en un primer momento, y más puramente artísticas desde finales del siglo XX.
La escultura, hecha en hormigón, es obra de José Luis Fernández, y está datada en 1982, formando parte de una serie llamada “Encuentros”.
Su actual ubicación no es la original que se encontraba en la intersección entre la bifurcación izquierda de la carretera AS-232, dirección San Claudio, y la ramificación derecha, dirección al concejo de Las Regueras, el cual representaba un punto de encuentro.